# آمرزش‌خوانی (فیلم ۲۰۲۱)
آمرزش‌خوانی (انگلیسی: Requiem) فیلم کوتاه ترسناک درام بریتانیایی محصول سال ۲۰۲۱ به کارگردانی ام گیلبرستون، به نویسندگی لارا جین تون‌بریج و تهیه‌کنندگی میشل بروندوم است. در این فیلم بلا رمزی و صفیه اوکلی گرین بازی کردند.

## داستان
در سال ۱۶۰۵، در مناطقی از انگلستان که در سلطهٔ محافظه‌کاری مذهبی است، محاکمهٔ جادوگری برای زنان غیرمطیع، تهدیدی جدی به‌شمار می‌آید. اِولین (بلا رمزی) تلاش می‌کند تا از خشم پدرش، وزیر گیلبرت (سایمون بالکان) فرار کند و با معشوقه‌اش مری (صفیه اوکلی گرین) بماند. هنگامی که وزیر گیلبرت با نفوذ خود زمینهٔ محکومیت مری به عنوان جادوگر و سوزاندنش را فراهم می‌کند، اِولین زنان روستا را دور هم جمع می‌کند تا با هم برای گرفتن انتقام از او متحد شوند.

## تولید
کارگردانی این فیلم بر عهدهٔ ام گیلبرستون بود و فیلم‌نامه را لارا جین تون‌بریج نوشت. تهیه‌کنندگی فیلم توسط میشل بروندوم انجام شد. فیلم‌برداری در موزهٔ آوونکرفت بناهای تاریخی در برومزگرو انجام گرفت. ام گیلبرتسون در مصاحبه با پینک‌نیوز دربارهٔ اهمیت آن برای همهٔ افراد کوئیر گفت: «برای همهٔ ما بسیار مهم است که تاریخ‌مان را فراموش نکنیم. باید از گذشته درس بگیریم تا با پیش‌داوری‌های سیستماتیک که هنوز در اطرافمان وجود دارد مقابله کرده و برای آینده‌مان مبارزه کنیم.»